# Студен кладенец (светилище)
Мегалитното светилище Студен кладенец се намира в едноименната местност в Средна гора на 13,5 km северозападно от град Стрелча.

## Описание и особености
Местността е разположена по билото на планината, теренът е тревист, с ясно изявени 12 скални групи, като по тях се наблюдават различни по форма и големина вторични изсичания. Най-впечатляващ е естествен мегалитен валун, който гледан от югозапад наподобява яйце. В източната част на култовата площадка се наблюдава скално изсечен жертвеник, съставен от пресечни линии, образуващи правоъгълници в позитив, а самите канали в негатив. Той има приблизително правоъгълна форма, размери му са 1,20 m на 0,90 m.
Археолозите предполагат, че камъкът е бил фрагментиран, тъй като вдясно от каменната площадка се има фрагмент със същите изсичания. Източно от
тази група, на разстояние около 40 m се наблюдава друга скална група с множество негативни кръгли всичания с оформен скален процеп – тип скална арка, насочена на юг по меридиана. Южно, в подножието ѝ е разположен голям скален валун с форма на яйце, маркиран със скално изсичане с форма на знака Z. По останалите скални групи
също се наблюдават множество изсичания.